# نسرين جليل
نسرين جليل (ولدت في 22 فبراير عام 1944، لاهور) سياسية باكستانية تشغل منصب عضو في مجلس الشيوخ الباكستاني من السند منذ عام 2012. وسبق لها أن شغلت منصب نائب عمدة مدينة كراتشي.

## النشأة
ولدت في لاهور في 22 شباط / فبراير 1944، ثم جزء من الراج البريطاني، وكانت عائلتها من المقاطعات المتحدة، ولكنها أستقرت في كراتشي. كان والدها، ظافر إحسان نائباً لمفوض لاهور في عهد الإمبراطورية البريطانية الهندية في عام 1947، ثم عمل في وقت لاحق كضابط في الخدمة المدنية الهندية (ICS). شقيقتها المهندسة الباكستانية ياسمين لاري.

## الحياة السياسية
انتُخبت نسرين جليل في مجلس الشيوخ في باكستان في مارس 1994 لمدة ست سنوات. وكانت عضوًا في لجان مجلس الشيوخ الدائمة والتجارة، وفي الشؤون الخارجية، وشؤون كشمير والشؤون الشمالية، والصحة، والرعاية الأجتماعية، والتعليم الخاص، وكذلك رئيسة اللجنة الوظيفية لحقوق الإنسان.
وفي يناير / كانون الثاني 2006، أصبحت نائب منظم من كراتشي، خلال اليمين، تعهدت نسرين جليل بتطوير المناطق المتخلفة في المدينة، وكذلك حماية حقوق المرأة.
نسرين جليل هي نائبة رئيس لجنة التنسيق التابعة لحركة القومية المتحدة (MQM).
وهي رئيسة اللجنة الدائمة لمجلس الشيوخ المعنية بالشؤون المالية والإيرادات والشؤون الاقتصادية والإحصاءات وP& D والخصخصة.